# دنيس ميلر بانكر
دنيس ميلر بانكر (بالإنجليزية: Dennis Miller Bunker)‏ هو رسام أمريكي، ولد في 6 نوفمبر 1861 في نيويورك في الولايات المتحدة، وتوفي في 28 ديسمبر 1890 في بوسطن في الولايات المتحدة بسبب التهاب السحايا.